# دالة الوحدة
في نظرية الأعداد, تكون دالة الوحدة (بالإنجليزية: Unit function)‏ دالة جداءية بشكل كامل على الأعداد الصحيحة الموجبة المعرفة كالتالي:
{\displaystyle \varepsilon (n)={\begin{cases}1,&{\mbox{if }}n=1\\0,&{\mbox{if }}n>1\end{cases}}}
تسمى دالة الوحدة لأنها العنصر المحايد لالتواء ديريشليه.
يمكن أن توصف هذه الدالة باسم «دالة المؤشر للعنصر 1» ضمن مجموعة الأعداد الصحيحة. ويمكن أن تُكتب بهذه الطريقة {\displaystyle u(n)} (لاحظ بإنها مختلفة عن {\displaystyle \mu (n)}).